# 栗原昔穴古墳
栗原昔穴古墳（くりはらむかしあなこふん）は、静岡県賀茂郡西伊豆町中にある古墳。形状は円墳。西伊豆町指定史跡に指定されている。

## 概要

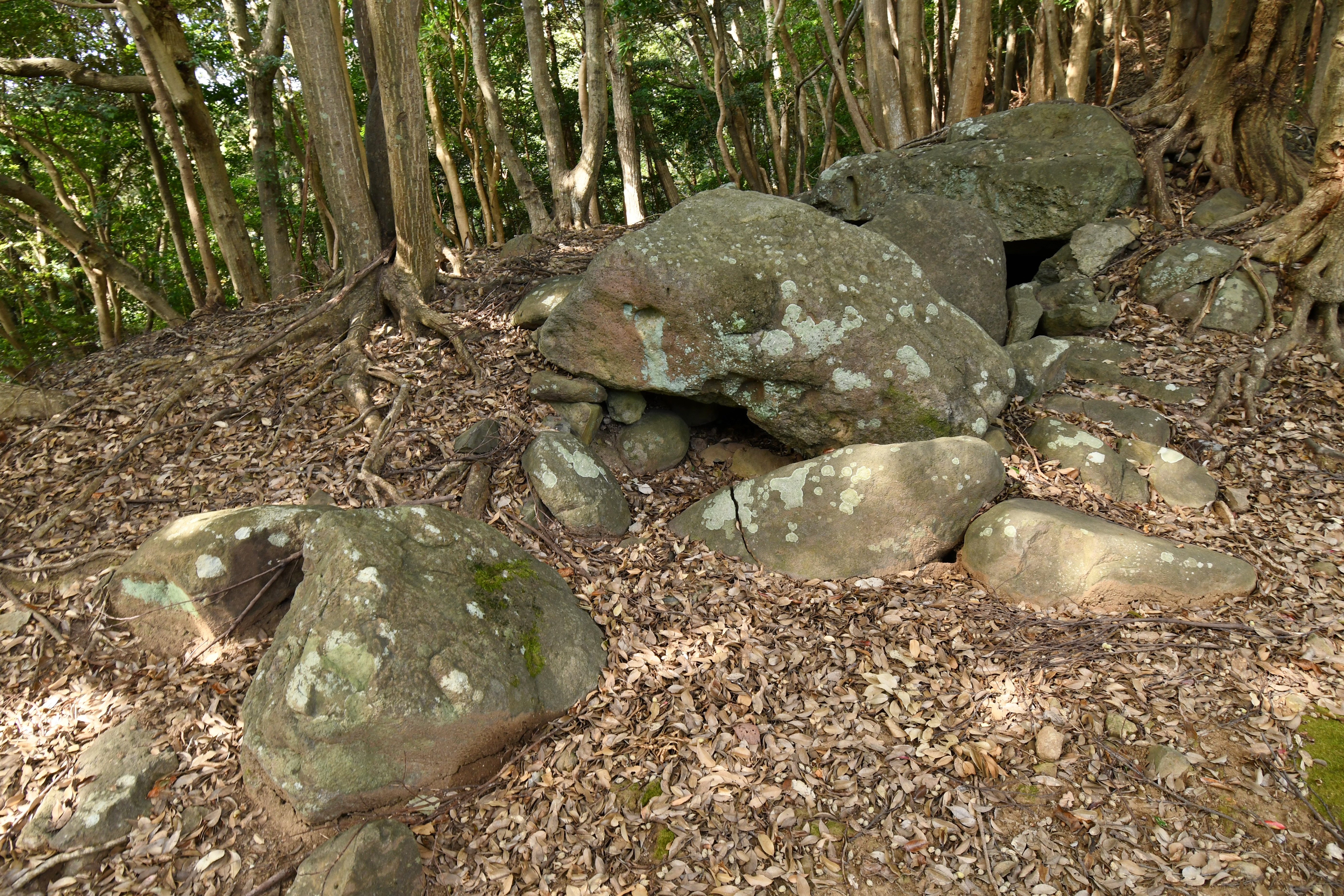
石室

伊豆半島西部、仁科川北岸の丘陵傾斜地の稜部に築造された古墳である。これまでに墳丘封土が流失して石室が露出しているほか、発掘調査は実施されていない。
墳形は円形で、直径約16メートルを測る。墳丘表面では葺石と見られる小石が認められる。埋葬施設は横穴式石室である。玄室・羨道からなる石室であるが、羨道部は崩落している。副葬品は詳らかでない。築造時期は古墳時代終末期の7世紀-8世紀前半頃と推定され、伊豆半島では数少ない古墳の1つとして重要視される古墳になる。
古墳域は1977年（昭和52年）に西伊豆町指定史跡に指定されている。

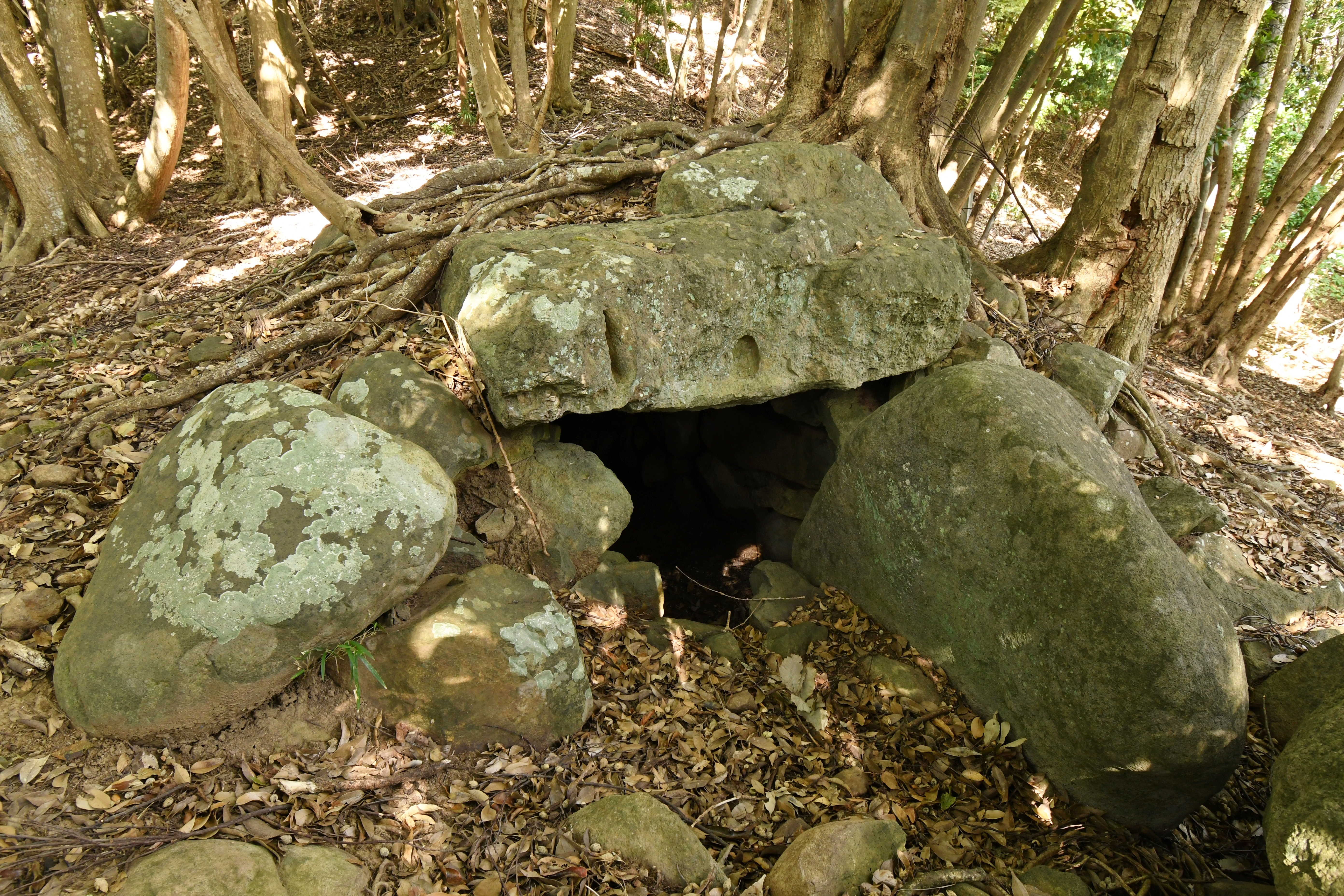
石室開口部
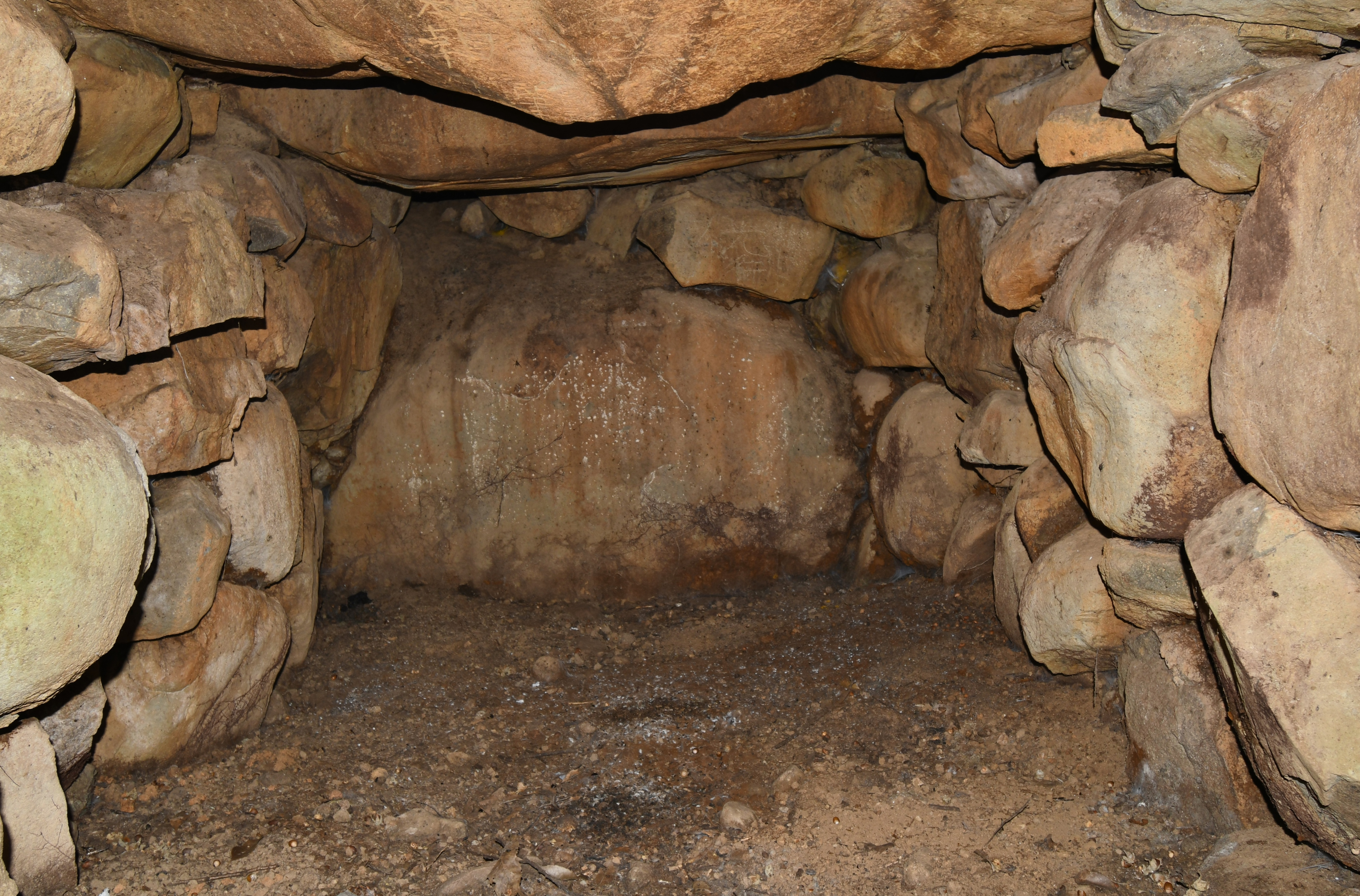
玄室

## 文化財

### 西伊豆町指定文化財
- 史跡
  - 栗原昔穴古墳 - 1977年（昭和52年）12月23日指定。

## 関連文献
（記事執筆に使用していない関連文献）
- 小松眞一「伊豆國賀茂郡に於ける古墳に就いて」『考古學雜誌』第12巻第1号、日本考古学会、1921年9月、38-44頁。